# 中铁第六勘察设计院
中铁第六勘察设计院集团有限公司，注册地位于天津，隶属于中国铁路工程总公司。业务性质为勘察、设计、监理咨询。2017年，公司总资产17.74亿元，净资产8.22亿元，净利润1.28亿元。